# John W. Tibbatts
John Wooleston Tibbatts (* 12. Juni 1802 in Lexington, Kentucky; † 5. Juli 1852 in Newport, Kentucky) war ein US-amerikanischer Politiker. Zwischen 1843 und 1847 vertrat er den Bundesstaat Kentucky im US-Repräsentantenhaus.

## Werdegang
John Tibbatts besuchte bis 1823 das Transylvania College in seiner Heimatstadt Lexington. Nach einem anschließenden Jurastudium und seiner 1826 erfolgten Zulassung als Rechtsanwalt begann er in Newport in diesem Beruf zu arbeiten. Dort war er im Jahr 1831 zudem an der Gründung der Newport Manufacturing Company beteiligt. Es dauerte nicht lange, bis er zu einem beträchtlichen Reichtum kam. In Newport übte er damals auch noch einige lokale Ämter aus.
Politisch war Tibbatts Mitglied der Demokratischen Partei. Bei den Kongresswahlen des Jahres 1842 wurde er im zehnten Wahlbezirk von Kentucky in das US-Repräsentantenhaus in Washington, D.C. gewählt, wo er am 4. März 1843 die Nachfolge von Thomas F. Marshall von der Whig Party antrat. Nach einer Wiederwahl im Jahr 1844 konnte er bis zum 3. März 1847 zwei Legislaturperioden im Kongress absolvieren. Tibbatts setzte sich für eine starke Währung, den freien Handel und die Annexion der Republik Texas ein. Während des folgenden Mexikanisch-Amerikanisches Krieges war er als Oberst Kommandeur einer Infanterieeinheit der US Army. Danach war er bis 1848 Militärgouverneur von Monterrey. Anschließend kehrte er nach Kentucky zurück, wo er bis zu seinem Tod im Juli 1852 als Anwalt praktizierte.